# Jason Dunford
Jason Edward Dunford (Nairobi, 28 de noviembre de 1986) es un nadador keniano. Sus especialidades son el estilo mariposa y el estilo libre. Ha sido campeón africano, ha ganado la medalla de oro en los Juegos Panafricanos, ha sido finalista del Campeonato Mundial de Natación y finalista olímpico. Muchos de sus logros no tienen precedentes en la historia de la natación keniana. Jason Dunford pertenece a la minoría blanca de Kenia.

## Vida familiar
Jason es hijo de Martin y Geraldine Dunford. Martin Dunford es el presidente del Grupo Tamarindo, el cual es dueño del famoso restaurante Carnivore, Geraldine, es nieta del también famoso Abraham Block, fundador de los Hoteles Block. Martin es además el vicepresidente de la Federación Keniana de Natación y miembro del patronato de la Asociación de Natación Amateur de Nairobi (NASA por sus siglas en inglés).
Jason Dunford tiene dos hermanos, Robert y David. El mayor, Robert, es un graduado de la London School of Economics donde fue capitán del Club de Rugby. El hermano menor, David, es también un nadador y representa a Kenia.

## Inicios de su carrera
Jason Dunford empezó a nadar a la edad de cinco años mientras asistía a Kenton College, una escuela primaria en Nairobi, bajo la dirección de Andrew Nderu. A la edad de 13, este talentoso nadador se mudó para estudiar en el Marlborough College, una escuela secundaria en el Reino Unido. Fue aquí donde conoció al entrenador Peter O'Sullivan, un antiguo nadador internacional de Gran Bretaña en los 400 m individuales combinados. O'Sullivan había nadado en la Universidad de Georgia, y fue él quien animó a Jason a buscar una universidad en los Estados Unidos para desarrollar su carrera como nadador. Después de terminar los niveles A, Dunford se cambió a la Universidad de Stanford en los Estados Unidos donde ganó una beca gracias a la natación. Actualmente se está especializando en Biología humana.

## Logros internacionales
En el Campeonato Africano de Natación de 2006 en Dakar, Senegal, se convirtió en el primer keniano en ganar una medalla en natación a nivel continental al obtener el oro en los 100 m estilo mariposa durante el primer día de competencia. Dunford continuó hasta finalizar el campeonato con dos medallas de oro (100 m estilo mariposa y 50 m estilo espalda), tres de plata (50 m estilo mariposa, 100 m y 200 m estilo libre) y una de bronce (50 m estilo libre). Además rompió algunos récords nacionales. Su hermano menor David Dunford también tuvo un buen desempeño, ganando dos medallas de oro y una de plata (100 m estilo espalda, 200 m espalda y 50 m espalda).
Su éxito durante el año 2006 hizo que en 2007 ganara el segundo lugar como Deportista keniano del año, por detrás de Alex Kipchirchir, uno de los muchos corredores de clase mundial de Kenia. Su hermano David Dunford fue seleccionado como el deportista más prometedor en la misma entrega de premios del año 2006.
Dunford participó en varias pruebas en el Campeonato Mundial de Natación de 2007 en Melbourne, Australia. Siendo su mejor resultado el alcanzar la final de los 100 m estilo mariposa, donde terminó octavo. En su camino a la final, marcó 51.85, un nuevo récord africano al batir al campeón de los Juegos de la Mancomunidad, Ryan Pini de Papúa Nueva Guinea en una lucha por la octava posición en la final. También se convirtió en el primer nadador keniano en calificar para los Juegos Olímpicos, obteniendo la clasificación para los Juegos Olímpicos de Pekín 2008 en China para los 100 m estilo mariposa así como para los 100 m estilo libre. En ocasiones anteriores, algunos nadadores kenianos habían participado en los Juegos Olímpicos, pero solo por invitación del Comité Olímpico Internacional.
En los Juegos Panafricanos de 2007 Jason Dunford ganó tres medallas de oro (50 m, 100 m y 200 m estilo mariposa), dos de plata (50 m estilo libre y 100 m estilo espalda) y tres de bronce (50 m estilo espalda, 100 m y 200 m estilo libre). Por su esfuerzo en estos Juegos y en el Campeonato Mundial de Melbourne, Dunford fue premiado como el Deportista Keniano del año en el 2007. Dunford participó en el Campeonato Mundial de Natación en piscina corta de 2008 en el mes de abril y alcanzó la final de los 100 m estilo mariposa, obteniendo el octavo lugar.
En los Juegos Olímpicos del año 2008, compitió en dos eventos. En las eliminatorias de los 100 m estilo libre, obtuvo la posición global 24, perdiendo así su paso a las semifinales. Sin embargo, instauró un nuevo récord nacional de 49.06. En su evento principal, los 100 m estilo mariposa, logró calificar a las semifinales, marcando un nuevo récord Olímpico de 51.14, y simultáneamente superando su propio récord africano. El récord Olímpico anterior (51.25) fue fijado por Michael Phelps en las Olimpiadas del año 2004. El récord Olímpico de Dunford no duró mucho; apenas unos minutos más tarde, Milorad Čavić de Serbia marcaba 50.76, seguido por otros dos nadadores (incluido Phelps) que batieron el tiempo de Dunford. Alcanzó la final y terminó quinto marcando 51.47.
En el Campeonato Africano de Natación de 2008 ganó tres medallas de oro y dos de plata.